# Németország éghajlata
Németország éghajlata a hűvös mérsékelt éghajlati övhöz tartozik és a nyugat-európai óceáni éghajlat és a kelet-európai kontinentális éghajlat közötti átmenet jellemző.

## Áttekintés
Az éghajlatot nagymértékben meghatározza az ország elhelyezkedése a kontinens nyugati részén, a nyugati szélövezetben. Az uralkodó nyugati szelek gyakran nedves, és a meleg Golf-áramlatnak köszönhetően enyhe tengeri levegőt hoznak az Atlanti-óceán felől, így Németországban – különösen a téli hónapokban – magasabb a hőmérséklet, mint azt az északi szélességi fokon levő helyzete indokolná. Az Atlanti-óceán befolyása nyugatról kelet, délkelet felé csökken.

## Csapadék
Az átlagos évi csapadékmennyiség 800 mm között alakult az 1981–2010 közötti években. Délen, az Alpok régiójában azonban a csapadék mennyisége jóval 1000 mm felett alakulhat, míg északon, a Harz-hegység esőárnyékában, Magdeburg környékén akár 500  mm alatt.
Az eddigi legszárazabb hónap a február volt. A legcsapadékosabb hónapok a nyári hónapok, amikor a csapadék gyakran viszonylag rövid időszak alatt és gyakran heves záporként hullik alá, nem pedig folyamatos esőzésként.
Általában a páratartalom nyugatról keletre csökken. Szembetűnő tendencia a tavaszi aszály, különösen az ország keleti részén, amely kedvez a kisebb erdőtüzeknek.

## Hőmérséklet
Az óceán közelében az évi hőmérséklet ingadozása kiegyensúlyozottabb, délebbre és keletebbre haladva az évszakok közötti hőmérsékleti különbségek olykor lényegesen nagyobbak. Júniustól a szeptember elejéig tartó időszak a legmelegebb. A legalacsonyabb hőmérsékletet általában januárban mérik, de a klímaváltozás okozhat meglepetéseket.
Németország legmelegebb területe a Franciaországgal határos Rajna völgye, a Schwarzwald-domboktól nyugatra, nagyjából az északon fekvő Mannheim és a délen fekvő svájci határ között.
Télen a leghidegebb terület (a hegyek kivételével) Kelet-Németország délkeleti részein találhatók, leginkább Drezda és Görlitz környékén, egészen Berlinig.
rekordok

## Napsütés

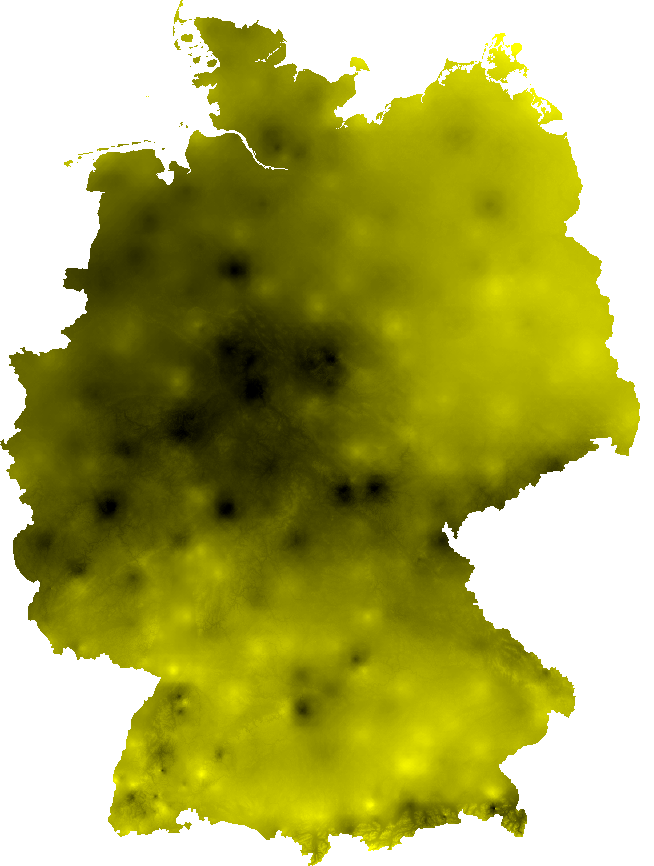
Az évi átlagos napsütés időtartama

Egyes területeken, különösen a nyugati-északnyugati régiókban, ahol a nyugatról beáramló felhők felhalmozódnak – főleg Észak-Rajna-Vesztfália, Alsó-Szászország, Hessen és Rajna-vidék-Pfalz tartomány egyes részei – Európa legkevésbé napos régiói közé tartoznak, ahol évi 1400 óra napsütésnél is kevesebb lehet.
Németország legnaposabb részei az ország északi és déli szélén találhatók. A nyugat-pomerániai Rügen és Usedom szigetei a napsütés alapján az egyik legkedvezőbbek az országban. Évi kb. 1870 napsütéses órával a Rügen-i Arkona-fok a legnaposabb terület volt a német meteorológiai állomások között, az 1981–2010 közötti időszakban.
A fővárosi régió, Berlin környéke, Brandenburg, valamint az Érchegység lábánál a Chemnitz régió a többi átlag német területhez képest kicsit naposabb.
Délen a legnaposabb régiók a Felső-Rajna déli része Karlsruhe és Lörrach között, Stuttgart régiója és a Bajor-Alpok lába, beleértve Bajorország fővárosát, Münchent is. Itt átlagosan évi 1800 napsütéses óra jellemző, de egyes helyeken az évi 2000 órát is meghaladhatja.
A napsütés évi megoszlása nagyon eltérő: a Balti-tenger partján elsősorban a tavaszok és nyarak járulnak hozzá a magasabb évi összeghez, míg délen, különösen az Alpok lábánál a tél jóval naposabb a németországi átlagnál.

## Éghajlattáblázatok

### Kelet
| Hónap                                               | Jan.  | Feb.  | Már.  | Ápr. | Máj. | Jún. | Júl. | Aug. | Szep. | Okt. | Nov.  | Dec.  | Év    |
| --------------------------------------------------- | ----- | ----- | ----- | ---- | ---- | ---- | ---- | ---- | ----- | ---- | ----- | ----- | ----- |
| Rekord max. hőmérséklet (°C)                        | 15,5  | 18,7  | 24,8  | 31,3 | 35,5 | 35,9 | 38,1 | 38,0 | 34,2  | 28,1 | 20,5  | 16,0  | 38,1  |
| Átlagos max. hőmérséklet (°C)                       | 2,9   | 4,2   | 8,5   | 13,2 | 18,9 | 21,6 | 23,7 | 23,6 | 18,8  | 13,4 | 7,1   | 4,4   | 13,4  |
| Átlaghőmérséklet (°C)                               | 0,6   | 1,4   | 4,8   | 8,9  | 14,3 | 17,1 | 19,2 | 18,9 | 14,5  | 9,7  | 4,7   | 2,0   | 9,7   |
| Átlagos min. hőmérséklet (°C)                       | −1,9  | −1,5  | 1,3   | 4,2  | 9,0  | 12,3 | 14,3 | 14,1 | 10,6  | 6,4  | 2,2   | −0,4  | 5,9   |
| Rekord min. hőmérséklet (°C)                        | −23,1 | −26,0 | −16,5 | −8,1 | −4,0 | 1,5  | 5,4  | 3,5  | −1,5  | −9,6 | −16,0 | −20,5 | −26,0 |
| Átl. csapadékmennyiség (mm)                         | 42    | 33    | 41    | 37   | 54   | 69   | 56   | 58   | 45    | 37   | 44    | 55    | 571   |
| Havi napsütéses órák száma                          | 47    | 74    | 121   | 159  | 220  | 222  | 217  | 211  | 156   | 112  | 51    | 37    | 1626  |
| Forrás: World Meteorological Organization (angolul) |       |       |       |      |      |      |      |      |       |      |       |       |       |

| Hónap                                            | Jan.  | Feb.  | Már.  | Ápr. | Máj. | Jún. | Júl. | Aug. | Szep. | Okt. | Nov.  | Dec.  | Év    |
| ------------------------------------------------ | ----- | ----- | ----- | ---- | ---- | ---- | ---- | ---- | ----- | ---- | ----- | ----- | ----- |
| Rekord max. hőmérséklet (°C)                     | 16,2  | 19,7  | 24,4  | 29,5 | 31,3 | 35,3 | 36,4 | 37,3 | 32,3  | 27,1 | 19,1  | 16,4  | 37,3  |
| Átlagos max. hőmérséklet (°C)                    | 2,7   | 3,9   | 8,3   | 13,7 | 18,9 | 21,5 | 24,2 | 23,8 | 18,9  | 13,6 | 7,2   | 3,5   | 13,4  |
| Átlagos min. hőmérséklet (°C)                    | −2,4  | −1,9  | 1,2   | 4,4  | 8,9  | 11,9 | 14,0 | 13,9 | 10,4  | 6,5  | 2,1   | −1,2  | 5,7   |
| Rekord min. hőmérséklet (°C)                     | −25,3 | −23,0 | −16,5 | −6,3 | −3,4 | 1,2  | 6,7  | 5,4  | 1,4   | −6,0 | −13,2 | −21,0 | −25,3 |
| Átl. csapadékmennyiség (mm)                      | 47    | 35    | 43    | 41   | 65   | 65   | 87   | 83   | 50    | 43   | 54    | 52    | 664   |
| Havi napsütéses órák száma                       | 62    | 78    | 118   | 171  | 219  | 202  | 223  | 213  | 152   | 122  | 65    | 55    | 1679  |
| Forrás: Data derived from Deutscher Wetterdienst |       |       |       |      |      |      |      |      |       |      |       |       |       |

### Észak
| Hónap                         | Jan. | Feb. | Már. | Ápr. | Máj. | Jún. | Júl. | Aug. | Szep. | Okt. | Nov. | Dec. | Év   |
| ----------------------------- | ---- | ---- | ---- | ---- | ---- | ---- | ---- | ---- | ----- | ---- | ---- | ---- | ---- |
| Átlagos max. hőmérséklet (°C) | 3,5  | 4,4  | 8,0  | 12,3 | 17,5 | 20,0 | 22,0 | 22,2 | 18,0  | 13,0 | 7,5  | 4,6  | 12,8 |
| Átlagos min. hőmérséklet (°C) | −1,4 | −1,2 | 1,0  | 3,3  | 7,4  | 10,5 | 12,7 | 12,5 | 9,6   | 6,0  | 2,4  | 0,0  | 5,3  |
| Átl. csapadékmennyiség (mm)   | 64   | 42   | 63   | 46   | 54   | 77   | 75   | 73   | 68    | 64   | 70   | 78   | 774  |
| Havi napsütéses órák száma    | 47   | 69   | 109  | 172  | 223  | 200  | 217  | 203  | 145   | 108  | 53   | 37   | 1583 |
| Forrás: DWD, WMO              |      |      |      |      |      |      |      |      |       |      |      |      |      |

| Hónap                                          | Jan. | Feb. | Már. | Ápr. | Máj. | Jún. | Júl. | Aug. | Szep. | Okt. | Nov. | Dec. | Év   |
| ---------------------------------------------- | ---- | ---- | ---- | ---- | ---- | ---- | ---- | ---- | ----- | ---- | ---- | ---- | ---- |
| Átlagos max. hőmérséklet (°C)                  | 4,6  | 5,6  | 9,3  | 14,5 | 18,3 | 21,3 | 23,6 | 23,3 | 19,3  | 14,0 | 8,6  | 5,4  | 14,0 |
| Átlagos min. hőmérséklet (°C)                  | −0,5 | −0,5 | 1,1  | 3,9  | 7,5  | 10,5 | 12,9 | 12,6 | 9,6   | 6,0  | 2,8  | 0,5  | 5,6  |
| Átl. csapadékmennyiség (mm)                    | 58   | 44   | 46   | 40   | 50   | 62   | 75   | 69   | 58    | 57   | 51   | 60   | 670  |
| Havi napsütéses órák száma                     | 48   | 70   | 120  | 182  | 213  | 205  | 214  | 198  | 151   | 110  | 53   | 40   | 1604 |
| Forrás: NOAA, DWD; wetterkontor.de; Infoclimat |      |      |      |      |      |      |      |      |       |      |      |      |      |

| Hónap                         | Jan. | Feb. | Már. | Ápr. | Máj. | Jún. | Júl. | Aug. | Szep. | Okt. | Nov. | Dec. | Év   |
| ----------------------------- | ---- | ---- | ---- | ---- | ---- | ---- | ---- | ---- | ----- | ---- | ---- | ---- | ---- |
| Átlagos max. hőmérséklet (°C) | 3,4  | 3,9  | 7,1  | 11,6 | 16,3 | 18,1 | 21,8 | 21,7 | 18,0  | 13,1 | 7,7  | 4,2  | 12,3 |
| Átlagos min. hőmérséklet (°C) | −0,7 | −0,4 | 1,6  | 4,7  | 8,8  | 12,2 | 14,6 | 14,6 | 11,6  | 7,5  | 3,4  | 0,3  | 6,6  |
| Átl. csapadékmennyiség (mm)   | 48   | 37   | 42   | 35   | 53   | 70   | 62   | 67   | 60    | 46   | 49   | 49   | 616  |
| Havi napsütéses órák száma    | 46   | 66   | 120  | 192  | 258  | 230  | 249  | 220  | 159   | 109  | 54   | 38   | 1740 |
| Forrás: Météo Climat          |      |      |      |      |      |      |      |      |       |      |      |      |      |

| Hónap                         | Jan.  | Feb.  | Már.  | Ápr. | Máj. | Jún. | Júl. | Aug. | Szep. | Okt. | Nov.  | Dec.  | Év    |
| ----------------------------- | ----- | ----- | ----- | ---- | ---- | ---- | ---- | ---- | ----- | ---- | ----- | ----- | ----- |
| Rekord max. hőmérséklet (°C)  | 13,4  | 16,0  | 21,4  | 29,3 | 33,5 | 34,4 | 34,2 | 35,0 | 30,1  | 25,2 | 19,5  | 14,8  | 35,0  |
| Átlagos max. hőmérséklet (°C) | 2,0   | 3,0   | 6,0   | 11,0 | 16,0 | 20,0 | 21,0 | 21,0 | 18,0  | 13,0 | 8,0   | 4,0   | 12,0  |
| Átlagos min. hőmérséklet (°C) | −2,0  | −2,0  | 0,0   | 3,0  | 7,0  | 11,0 | 12,0 | 12,0 | 10,0  | 7,0  | 3,0   | 0,0   | 5,1   |
| Rekord min. hőmérséklet (°C)  | −20,8 | −24,8 | −14,5 | −6,9 | −3,0 | 1,6  | 4,3  | 4,7  | 0,6   | −6,2 | −12,0 | −15,1 | −24,8 |
| Havi napsütéses órák száma    | 39    | 64    | 106   | 171  | 230  | 237  | 219  | 220  | 151   | 102  | 52    | 35    | 1627  |
| Forrás: DWD; wetterkontor.de; |       |       |       |      |      |      |      |      |       |      |       |       |       |

### Nyugat és ÉNy
| Hónap                          | Jan. | Feb. | Már. | Ápr. | Máj. | Jún. | Júl. | Aug. | Szep. | Okt. | Nov. | Dec. | Év   |
| ------------------------------ | ---- | ---- | ---- | ---- | ---- | ---- | ---- | ---- | ----- | ---- | ---- | ---- | ---- |
| Átlagos max. hőmérséklet (°C)  | 4,2  | 5,9  | 10,7 | 15,4 | 20,0 | 23,1 | 25,5 | 25,1 | 20,3  | 14,6 | 8,4  | 4,9  | 14,9 |
| Átlagos min. hőmérséklet (°C)  | −1,1 | −1,1 | 2,1  | 4,9  | 9,1  | 12,3 | 14,4 | 14,0 | 10,5  | 6,6  | 2,8  | −0,1 | 6,2  |
| Átl. csapadékmennyiség (mm)    | 45   | 41   | 48   | 42   | 63   | 58   | 65   | 57   | 53    | 55   | 49   | 54   | 629  |
| Havi napsütéses órák száma     | 50   | 80   | 121  | 178  | 211  | 219  | 233  | 219  | 156   | 103  | 51   | 41   | 1662 |
| Forrás: Deutscher Wetterdienst |      |      |      |      |      |      |      |      |       |      |      |      |      |

| Hónap                          | Jan. | Feb. | Már. | Ápr. | Máj. | Jún. | Júl. | Aug. | Szep. | Okt. | Nov. | Dec. | Év   |
| ------------------------------ | ---- | ---- | ---- | ---- | ---- | ---- | ---- | ---- | ----- | ---- | ---- | ---- | ---- |
| Átlagos max. hőmérséklet (°C)  | 5,4  | 6,7  | 10,9 | 15,1 | 19,3 | 21,9 | 24,4 | 24,0 | 19,9  | 15,1 | 9,5  | 5,9  | 14,9 |
| Átlagos min. hőmérséklet (°C)  | −0,6 | −0,7 | 2,0  | 4,2  | 8,1  | 11,0 | 13,2 | 12,6 | 9,8   | 6,7  | 3,1  | 0,4  | 5,9  |
| Átl. csapadékmennyiség (mm)    | 62   | 54   | 65   | 54   | 72   | 91   | 86   | 75   | 75    | 67   | 67   | 71   | 839  |
| Havi napsütéses órák száma     | 54   | 79   | 120  | 167  | 193  | 194  | 210  | 194  | 142   | 109  | 61   | 45   | 1568 |
| Forrás: Deutscher Wetterdienst |      |      |      |      |      |      |      |      |       |      |      |      |      |

| Hónap                         | Jan.  | Feb.  | Már.  | Ápr. | Máj. | Jún. | Júl. | Aug. | Szep. | Okt. | Nov.  | Dec.  | Év    |
| ----------------------------- | ----- | ----- | ----- | ---- | ---- | ---- | ---- | ---- | ----- | ---- | ----- | ----- | ----- |
| Rekord max. hőmérséklet (°C)  | 15,7  | 18,9  | 24,4  | 29,7 | 32,2 | 35,7 | 37,9 | 38,1 | 33,0  | 27,4 | 20,7  | 16,3  | 38,1  |
| Átlagos max. hőmérséklet (°C) | 4,0   | 4,9   | 8,9   | 13,9 | 18,5 | 20,9 | 23,5 | 23,2 | 18,9  | 13,7 | 8,1   | 4,5   | 13,6  |
| Átlagos min. hőmérséklet (°C) | −1,1  | −1,1  | 1,2   | 3,8  | 7,8  | 10,8 | 13,1 | 12,9 | 9,9   | 6,4  | 2,8   | −0,2  | 5,6   |
| Rekord min. hőmérséklet (°C)  | −24,8 | −24,3 | −18,3 | −7,4 | −3,2 | 0,3  | 3,3  | 3,3  | −1,3  | −7,9 | −17,1 | −20,9 | −24,8 |
| Átl. csapadékmennyiség (mm)   | 56    | 41    | 55    | 40   | 56   | 59   | 61   | 69   | 57    | 53   | 55    | 60    | 661   |
| Havi napsütéses órák száma    | 50    | 71    | 108   | 166  | 216  | 205  | 213  | 200  | 144   | 107  | 53    | 39    | 1573  |
| Forrás: DWD                   |       |       |       |      |      |      |      |      |       |      |       |       |       |

### Baden-Württemberg
| Hónap                                                                          | Jan. | Feb. | Már. | Ápr. | Máj. | Jún. | Júl. | Aug. | Szep. | Okt. | Nov. | Dec. | Év   |
| ------------------------------------------------------------------------------ | ---- | ---- | ---- | ---- | ---- | ---- | ---- | ---- | ----- | ---- | ---- | ---- | ---- |
| Átlagos max. hőmérséklet (°C)                                                  | 3,7  | 5,4  | 9,8  | 14,1 | 18,6 | 23,7 | 26,2 | 25,9 | 19,5  | 14,4 | 8,1  | 4,4  | 14,5 |
| Átlagos min. hőmérséklet (°C)                                                  | −2,9 | −2,5 | 0,8  | 3,8  | 8,2  | 11,3 | 13,3 | 12,9 | 9,2   | 5,4  | 1,0  | −1,6 | 5,0  |
| Átl. csapadékmennyiség (mm)                                                    | 41   | 37   | 48   | 50   | 86   | 87   | 86   | 69   | 57    | 59   | 50   | 50   | 719  |
| Havi napsütéses órák száma                                                     | 69   | 96   | 138  | 177  | 217  | 217  | 232  | 224  | 169   | 123  | 74   | 60   | 1796 |
| Forrás: Deutscher Wetterdienst, note: sunshine hours are from 1990–2012 , KNMI |      |      |      |      |      |      |      |      |       |      |      |      |      |

| Hónap                                             | Jan.  | Feb.  | Már.  | Ápr. | Máj. | Jún. | Júl. | Aug. | Szep. | Okt. | Nov. | Dec.  | Év    |
| ------------------------------------------------- | ----- | ----- | ----- | ---- | ---- | ---- | ---- | ---- | ----- | ---- | ---- | ----- | ----- |
| Rekord max. hőmérséklet (°C)                      | 16,4  | 20,2  | 26,1  | 32,0 | 33,2 | 38,9 | 39,0 | 39,8 | 34,3  | 28,5 | 22,6 | 17,5  | 39,8  |
| Átlagos max. hőmérséklet (°C)                     | 4,7   | 6,7   | 11,6  | 16,2 | 20,6 | 23,7 | 26,1 | 25,9 | 21,2  | 15,3 | 8,9  | 5,3   | 15,6  |
| Átlagos min. hőmérséklet (°C)                     | −1,3  | −0,8  | 2,3   | 5,0  | 9,4  | 12,4 | 14,5 | 14,2 | 10,6  | 6,7  | 2,5  | −0,0  | 6,3   |
| Rekord min. hőmérséklet (°C)                      | −18,7 | −21,1 | −13,6 | −6,4 | −0,1 | 4,0  | 4,7  | 5,3  | 2,5   | −5,0 | −8,7 | −18,3 | −21,1 |
| Átl. csapadékmennyiség (mm)                       | 41    | 43    | 51    | 49   | 73   | 67   | 76   | 58   | 54    | 56   | 54   | 54    | 675   |
| Havi napsütéses órák száma                        | 55    | 86    | 124   | 180  | 214  | 219  | 235  | 222  | 164   | 109  | 59   | 45    | 1712  |
| Forrás: Data derived from Deutscher Wetterdienst, |       |       |       |      |      |      |      |      |       |      |      |       |       |

| Hónap                                                                   | Jan.  | Feb.  | Már. | Ápr. | Máj. | Jún. | Júl. | Aug. | Szep. | Okt. | Nov. | Dec.  | Év    |
| ----------------------------------------------------------------------- | ----- | ----- | ---- | ---- | ---- | ---- | ---- | ---- | ----- | ---- | ---- | ----- | ----- |
| Rekord max. hőmérséklet (°C)                                            | 20,8  | 21,9  | 25,7 | 30,0 | 33,7 | 36,5 | 38,3 | 40,2 | 33,9  | 30,8 | 24,2 | 21,7  | 40,2  |
| Átlagos max. hőmérséklet (°C)                                           | 5,6   | 7,4   | 12,1 | 16,6 | 20,6 | 24,3 | 26,4 | 26,1 | 21,3  | 15,8 | 9,6  | 6,4   | 16,1  |
| Átlagos min. hőmérséklet (°C)                                           | 0,5   | 0,7   | 3,3  | 6,0  | 10,2 | 13,7 | 15,6 | 15,3 | 11,4  | 8,0  | 3,9  | 1,4   | 7,5   |
| Rekord min. hőmérséklet (°C)                                            | −16,7 | −14,0 | −5,7 | 0,1  | 2,4  | 6,9  | 8,8  | 7,2  | 4,7   | −1,8 | −6,1 | −15,5 | −16,7 |
| Átl. csapadékmennyiség (mm)                                             | 43    | 46    | 50   | 62   | 95   | 84   | 85   | 75   | 71    | 79   | 69   | 62    | 819   |
| Havi napsütéses órák száma                                              | 62    | 115   | 161  | 207  | 239  | 265  | 300  | 261  | 214   | 123  | 80   | 71    | 2098  |
| Forrás: Weatheronline.de, Meteociel.fr, weather-atlas, and wetterdienst |       |       |      |      |      |      |      |      |       |      |      |       |       |

### Bajorország
| Hónap                         | Jan.  | Feb.  | Már.  | Ápr. | Máj. | Jún. | Júl. | Aug. | Szep. | Okt. | Nov.  | Dec.  | Év    |
| ----------------------------- | ----- | ----- | ----- | ---- | ---- | ---- | ---- | ---- | ----- | ---- | ----- | ----- | ----- |
| Rekord max. hőmérséklet (°C)  | 17,0  | 21,0  | 23,0  | 26,0 | 30,0 | 33,0 | 36,0 | 35,0 | 30,0  | 26,0 | 18,0  | 20,0  | 36,0  |
| Átlagos max. hőmérséklet (°C) | 2,0   | 3,0   | 8,0   | 11,0 | 17,0 | 20,0 | 22,0 | 22,0 | 18,0  | 12,0 | 6,0   | 3,0   | 12,1  |
| Átlaghőmérséklet (°C)         | −1,0  | 0,0   | 4,0   | 7,0  | 12,0 | 15,0 | 17,0 | 17,0 | 13,0  | 8,0  | 3,0   | 0,0   | 8,0   |
| Átlagos min. hőmérséklet (°C) | −4,0  | −3,0  | 0,0   | 2,0  | 6,0  | 10,0 | 12,0 | 12,0 | 8,0   | 4,0  | 0,0   | −2,0  | 3,8   |
| Rekord min. hőmérséklet (°C)  | −26,0 | −22,0 | −15,0 | −6,0 | −2,0 | 2,0  | 3,0  | 3,0  | 0,0   | −6,0 | −14,0 | −21,0 | −26,0 |
| Átl. csapadékmennyiség (mm)   | 40    | 40    | 50    | 70   | 100  | 120  | 120  | 110  | 80    | 60   | 50    | 50    | 890   |
| Havi napsütéses órák száma    | 75    | 95    | 145   | 186  | 213  | 224  | 241  | 232  | 170   | 123  | 74    | 66    | 1845  |
| Forrás: www.weatherbase.com   |       |       |       |      |      |      |      |      |       |      |       |       |       |

| Hónap                         | Jan. | Feb. | Már. | Ápr. | Máj. | Jún. | Júl. | Aug. | Szep. | Okt. | Nov. | Dec. | Év   |
| ----------------------------- | ---- | ---- | ---- | ---- | ---- | ---- | ---- | ---- | ----- | ---- | ---- | ---- | ---- |
| Átlagos max. hőmérséklet (°C) | 3,0  | 4,8  | 9,5  | 14,5 | 18,8 | 22,2 | 24,2 | 24,1 | 19,1  | 13,6 | 7,1  | 3,7  | 13,8 |
| Átlagos min. hőmérséklet (°C) | −3,2 | −3,2 | −0,3 | 2,8  | 7,2  | 10,7 | 12,2 | 11,9 | 8,0   | 4,6  | 0,7  | −2,2 | 4,1  |
| Átl. csapadékmennyiség (mm)   | 45   | 34   | 47   | 46   | 85   | 92   | 94   | 92   | 62    | 53   | 50   | 50   | 750  |
| Havi napsütéses órák száma    | 62   | 88   | 138  | 186  | 212  | 228  | 244  | 230  | 163   | 107  | 56   | 54   | 1768 |
| Forrás: NOAA                  |      |      |      |      |      |      |      |      |       |      |      |      |      |

| Hónap                                     | Jan. | Feb. | Már. | Ápr. | Máj. | Jún. | Júl. | Aug. | Szep. | Okt. | Nov. | Dec. | Év   |
| ----------------------------------------- | ---- | ---- | ---- | ---- | ---- | ---- | ---- | ---- | ----- | ---- | ---- | ---- | ---- |
| Átlagos max. hőmérséklet (°C)             | 2,3  | 4,7  | 10,3 | 16,5 | 20,7 | 24,2 | 26,1 | 25,8 | 20,3  | 13,9 | 6,9  | 2,9  | 14,6 |
| Átlagos min. hőmérséklet (°C)             | −2,9 | −2,5 | 0,5  | 3,8  | 8,1  | 11,7 | 13,4 | 13,2 | 9,2   | 5,3  | 1,5  | −1,6 | 5,0  |
| Átl. csapadékmennyiség (mm)               | 48   | 37   | 44   | 36   | 60   | 80   | 77   | 73   | 50    | 49   | 48   | 54   | 657  |
| Havi napsütéses órák száma                | 48   | 80   | 131  | 187  | 216  | 226  | 234  | 221  | 159   | 98   | 45   | 38   | 1681 |
| Forrás: World Meteorological Organization |      |      |      |      |      |      |      |      |       |      |      |      |      |

| Hónap                                     | Jan. | Feb. | Már. | Ápr. | Máj. | Jún. | Júl. | Aug. | Szep. | Okt. | Nov. | Dec. | Év   |
| ----------------------------------------- | ---- | ---- | ---- | ---- | ---- | ---- | ---- | ---- | ----- | ---- | ---- | ---- | ---- |
| Átlagos max. hőmérséklet (°C)             | 3,8  | 5,6  | 10,4 | 15,8 | 19,9 | 23,3 | 25,5 | 25,4 | 20,4  | 14,3 | 8,0  | 4,5  | 14,8 |
| Átlagos min. hőmérséklet (°C)             | −1,4 | −1,2 | 1,6  | 4,9  | 8,9  | 12,3 | 14,1 | 13,8 | 10,0  | 6,2  | 2,4  | −0,4 | 6,0  |
| Átl. csapadékmennyiség (mm)               | 40   | 36   | 40   | 33   | 57   | 53   | 66   | 56   | 47    | 48   | 46   | 52   | 574  |
| Havi napsütéses órák száma                | 55   | 84   | 132  | 191  | 215  | 224  | 237  | 226  | 167   | 107  | 52   | 43   | 1732 |
| Forrás: World Meteorological Organization |      |      |      |      |      |      |      |      |       |      |      |      |      |

## Fordítás
- Ez a szócikk részben vagy egészben  a   Klima in Deutschland című német Wikipédia-szócikk fordításán alapul.  Az eredeti cikk szerkesztőit annak laptörténete sorolja fel. Ez a jelzés csupán a megfogalmazás eredetét és a szerzői jogokat jelzi, nem szolgál a cikkben szereplő információk forrásmegjelöléseként.